# Diaphragmistis
Diaphragmistis é um gênero de mariposa pertencente à família Acrolepiidae.